# Isaílton Ferreira da Silva
Isaílton Ferreira da Silva, mais conhecido como Mirandinha (Palmares, 13 de novembro de 1970), é um ex-futebolista brasileiro, que atuava como atacante.
Passou por vários clubes, mas destacou-se no Corinthians.

## Carreira
De origem humilde, passou boa parte da infância e juventude em uma favela da cidade pernambucana de Palmares. Cortava cana para sobreviver com a família até ter a chance no futebol.

### Sport
Iniciou a carreira no Sport, onde jogou no profissional até 1992. No Leão, foi campeão brasileiro da Série B em 1990 contra o Athletico-PR e do Campeonato Pernambucano em 1991, fazendo parte do marcante time que também contava com o goleiro Paulo Victor, o zagueiro Ailton e o meia Neco. 
Foi emprestado ao Ceará no início de 1993.
Em 1994, passou pelo Noroeste e no segundo semestre chegou ao Paysandu.
Teve uma passagem pelo FC Sion, da Suíça, antes de chegar o Corinthians.

### Corinthians
Mirandinha estreou no Corinthians em 23 de outubro de 1996, no empate com o Palmeiras em 2 a 2, no qual marcou um gol, em partida válida pelo Campeonato Brasileiro de 1996. Veloz e com faro de gol, o atleta costumava ser uma pedra no sapato do Palmeiras. Foi apelidado durante a fase em que jogou no Corinthians de carrasco verde, graças aos 14 gols nos 10 clássicos jogados contra o Palmeiras.
Deixou a equipe depois de uma briga com o técnico Oswaldo de Oliveira. Atuou no clube do Parque São Jorge de 1996 a 1999 e durante este período, ele foi Bicampeão Paulista (1997 e 1999), além de ter conquistado o Brasileiro de 1998. Atuou 165 vezes, tendo marcado 47 gols pelo clube.
Mirandinha contou que sofreu uma fortíssima depressão que passou após pendurar as chuteiras.
Após o Timão, o atleta passou por Juventude e América-MG onde encerrou sua carreira.
| “ | Eu tive uma depressão ferrada, cara! Me tranquei na casa de praia lá, muita bebida, minha mulher não podia ficar perto de mim se não eu ia fazer besteira... Eu quis sofrer sozinho, me isolei, fiz besteira de pegar em arma e pensei várias vezes em acabar com a minha vida, disse o atleta. | ” |

### Treinador
Em 2009, dirigiu o Afogadense, de Pernambuco, e levou o time às semifinais da Série A2 do Campeonato Estadual.
Passou pela Acadêmica Vitória, em 2008, e Picos/PI.
Em 16 de março de 2011, assumiu o comando técnico do Araripina, clube do interior do estado de Pernambuco.

## Títulos
Corinthians
- Campeonato Paulista: 1997, 1999
- Campeonato Brasileiro: 1998, 1999

Sport
- Campeonato Brasileiro Série B: 1990[4]
- Campeonato Pernambucano: 1991[4]